# Happy End (группа)
Happy End (яп. はっぴいえんど хаппи: эндо) — японская фолк-рок-группа, состоявшая из Харуоми Хосоно, Такаси Мацумото, Эйити Отаки и Сигэру Судзуки. Коллектив благодаря новаторскому звучанию считался передовым большинством японцев того времени и рассматривается как один из наиболее влиятельных исполнителей в истории японской музыки. Телеканал MTV описывает музыку Happy End как «рок с психоделическими пятнами по краям».

## История
В октябре 1969 года Харуоми Хосоно и Такаси Мацумото основали группу Valentine Blue (яп. ヴァレンタイン・ブルー варэнтайн буру:), сразу после того как распалась их психоделик-рок-группа Apryl Fool. В марте 1970 года они вместе с Сигэру Судзуки участвовали в записи альбома Niyago Кэндзи Эндо. Эйити Отаки перед присоединением играл гитаристом в группе Taboo. Коллектив сменил название на Happy End и стал исполнять музыку для Нобуясу Окабаяси, например для его альбома Miru Mae ni Tobe. Собственный альбом группа начала записывать в апреле 1970 года.
Группа выпустила дебютный одноимённый альбом Happy End (название хираганой) 5 августа 1970 года на экспериментальном лейбле URC (Underground Record Club). Запись ознаменовала важный поворотный момент в истории японской музыки, так как вызвала так называемый «спор о японоязычном роке» (яп. 日本語ロック論争 нихонго рокку ронсо:). Между известными деятелями японской рок-индустрии, в первую очередь участниками Happy End и Юей Утидой, происходили дебаты по поводу того, является ли исполнение рок-музыки на японском языке состоятельным. До этого почти весь рок в Японии исполнялся на английском. Успех дебютного альбома Happy End и последующего, Kazemachi Roman, выпущенного 20 ноября 1971 года, доказал состоятельность японоязычного рока в стране.
Для работы над третьим альбомом, также называющимся Happy End (название латиницей), в 1972 году они подписали контракт с King Records и вели запись в Лос-Анджелесе при участии продюсера Вана Дайка Паркса. Несмотря на то что Хосоно позже описывал сотрудничество с Парксом как плодотворное, сессии записи оказались слабыми и члены группы разочаровались в своих представлениях об Америке. Имели место языковой барьер и неприязнь между сотрудниками лос-анджелесской студии и Happy End, что ещё больше расстроило музыкантов. Такие настроения были переданы в последней композиции альбома — «Sayonara America, Sayonara Nippon», над которой в некоторой степени поработали Паркс и Лоуэлл Джордж, гитарист Little Feat. Позже Мацумото объяснял: «Мы уже махнули рукой на Японию и [с этой песней] также прощались с Америкой. Мы не собирались больше принадлежать к какому-либо месту». Альбом был издан 25 февраля 1973 года, после официального распада группы 31 декабря 1972 года. Последний концерт под названием City – Last Time Around участники провели 21 сентября 1973 года. В следующем году на основе этого выступления вышел концертный альбом Live Happy End.

### После распада
Все четверо участников после распада группы продолжили сотрудничество и участвовали в записях сольных альбомов и проектов друг друга. Хосоно и Судзуки сформировали с Масатакой Мацутоей группу Tin Pan Alley, затем Хосоно основал коллектив Yellow Magic Orchestra, ставший одним из пионеров японской электронной музыки, а Судзуки продолжил работать как гитарист и сольный музыкант. Отаки посвятил себя сольной карьере и продюсированию. Happy End воссоединилась для концерта International Youth Anniversary All Together Now (яп. 国際青年年記念 ALL TOGETHER NOW) 15 июня 1985 года, который был положен в основу концертного альбома The Happy End.
В 2002 году был выпущен альбом Happy End Parade ~Tribute to Happy End~, который состоит из кавер-версий песен Happy End, спетых различными музыкантами. Хосоно участвовал в отборе исполнителей и был задействован в записи «Shin Shin Shin», спетой Kicell. Мацумото утвердил обложку и название альбома, а Судзуки участвовал в записи кавера Ёити Аоямы на «Hana Ichi Monme». В 2003 году песня «Kaze wo Atsumete» использовалась в фильме «Трудности перевода» и вошла в его саундтрек.
30 декабря 2013 года умер Эйити Отаки в возрасте 65 лет. Специально для трибьют-альбома Kazemachi Aimasho 2015 года, который отметил 45-летие Мацумото как автора песен, Мацумото, Хосоно и Судзуки записали ранее неизданную песню Happy End — «Shuu no Machi». 21 и 22 августа 2015 года в Токийском международном форуме при участии множества музыкантов прошёл двухдневный концерт, посвящённый этому юбилею. Эти два дня Мацумото, Хосоно и Судзуки открывали песнями «Natsu Nandesu» и «Hana Ichi Monme», после чего Мотохару Сано исполнял «Haikara Hakuchi». Каждый день закрывался их исполнением «Shuu no Machi», а самой последней песней на концерте стала «Kaze wo Atsumete», спетая со множеством других исполнителей.

## Влияние
Happy End считается первым рок-коллективом, исполняющем песни на японском языке. По мнению музыкального критика Иэна Мартина, они выработали такой стиль написания песен, при котором слог в слог, нота в ноту японские тексты уживались с фолком, испытавшим западное влияние. Музыка Happy End рассматривается как один из истоков современного джей-попа, причём каждый член группы после распада продолжал вносить вклад в развитие этого жанра. Также группа считается прародителем жанра, получившего название сити-поп.
В 2003 году компания HMV Japan поставила Happy End на 4-е место в списке 100 важнейших японских поп-коллективов. В качестве сольных исполнителей Отаки и Хосоно заняли в списке 9-е и 44-е места соответственно. В сентябре 2007 года журнал Rolling Stone Japan назвал Kazemachi Roman величайшим японским рок-альбомом всех времён. Также в 2009 году пластинка заняла 15-е место в списке 54 стандартных японских рок-альбомов журнала Bounce.
Благодаря влиянию, которое оказала Happy End, участники обрели прозвище «японские битлы».

## Участники
- Харуоми Хосоно — бас-гитара, вокал, клавишные, гитара
- Эйити Отаки — гитара, вокал
- Сигэру Судзуки[англ.] — гитара, вокал
- Такаси Мацумото — ударные

## Дискография

### Студийные альбомы
- Happy End (1970)
- Kazemachi Roman (1971)
- Happy End (1973)

### Концертные альбомы
- Live Happy End (ライブ・はっぴいえんど) (1974)
- The Happy End (1985)
- Happy End Greeeatest Live! On Stage (はっぴいえんど GREEEATEST LIVE! ON STAGE) (1986)
- Happy End Live On Stage (はっぴいえんど LIVE ON STAGE) (1989)

### Сборники
- City – Happy End Best Album (CITY／はっぴいえんどベスト・アルバム) (1973)
- Singles (シングルス) (1974)
- Happy End (はっぴいえんど〜HAPPY END) (1993)
- Happy End Box (はっぴいえんどBOX) (2004)
- Happy End Masterpiece (はっぴいえんどマスターピース) (2014)

### Синглы
- «Juuni Gatsu no Ame no hi» (１２月の雨の日) (1971)
- «Hana Ichi Monme» (花いちもんめ) (1971)
- «Sayonara America, Sayonara Nippon» (さよならアメリカさよならニッポン) (1973)
- «Ashita Tenki ni Naare» (あしたてんきになあれ) (1999)